# Ankylopteryx nepheloptera
Ankylopteryx nepheloptera är en insektsart som beskrevs av Navás 1912. Ankylopteryx nepheloptera ingår i släktet Ankylopteryx och familjen guldögonsländor. Inga underarter finns listade i Catalogue of Life.